# Liste der Baudenkmäler in Kurtatsch
Die Liste der Baudenkmäler in Kurtatsch (italienisch Cortaccia) enthält die 30 als Baudenkmäler ausgewiesenen Objekte auf dem Gebiet der Gemeinde Kurtatsch in Südtirol.
Basis ist das im Internet einsehbare offizielle Verzeichnis der Baudenkmäler in Südtirol. Dabei kann es sich beispielsweise um Sakralbauten, Wohnhäuser, Bauernhöfe und Adelsansitze handeln. Die Reihenfolge in dieser Liste orientiert sich an der Bezeichnung, alternativ ist sie auch nach der Adresse oder dem Datum der Unterschutzstellung sortierbar.

## Liste
| Foto |                 | Bezeichnung                                                  | Standort                                                 | Eintragung                   | Beschreibung | Metadaten                                                        |
| ---- | --------------- | ------------------------------------------------------------ | -------------------------------------------------------- | ---------------------------- | --- | ---------------------------------------------------------------- |
| ja   | Datei hochladen | Alte Mühle ID: 15452                                         | 46° 18′ 44″ N, 11° 13′ 11″ O                             | 4. Apr. 1977 (BLR-LAB 2048)  | Mühle | KG: Kurtatsch Bauparzelle: 13                                    |
| ja   | Datei hochladen | Alter Widum ID: 15457                                        | 46° 18′ 50″ N, 11° 13′ 27″ O                             | 4. Apr. 1977 (BLR-LAB 2048)  | Widum/Kanonikerhaus | KG: Kurtatsch Bauparzelle: 34, 35, 36                            |
| ja   | Datei hochladen | Altlehen ID: 15474                                           | 46° 18′ 47″ N, 11° 12′ 59″ O                             | 15. Okt. 1951 (MD)           | Ansitz | KG: Kurtatsch Bauparzelle: 218                                   |
| ja   | Datei hochladen | Botenhaus ID: 15458                                          | 46° 18′ 50″ N, 11° 13′ 26″ O                             | 4. Apr. 1977 (BLR-LAB 2048)  | Ländliches Wohnhaus/Bauernhof | KG: Kurtatsch Bauparzelle: 41                                    |
| ja   | Datei hochladen | Eberle ID: 15463                                             | Mariahilf 46° 18′ 55″ N, 11° 13′ 12″ O                   | 4. Apr. 1977 (BLR-LAB 2048)  | Ländliches Wohnhaus/Bauernhof | KG: Kurtatsch Bauparzelle: 81                                    |
| ja   | Datei hochladen | Ehemaliges Landgericht ID: 15459                             | Obergasse 12 46° 18′ 52″ N, 11° 13′ 24″ O                | 4. Apr. 1977 (BLR-LAB 2048)  | Ländliches Wohnhaus/Bauernhof | KG: Kurtatsch Bauparzelle: 52/1                                  |
| ja   | Datei hochladen | Fennhals mit Kapelle ID: 15477                               | 46° 17′ 54″ N, 11° 11′ 19″ O                             | 28. Dez. 1949 (MD)           | Ansitz | KG: Kurtatsch Bauparzelle: 296/1, 296/3, 732                     |
| ja   | Datei hochladen | Freienfeld mit Nebengebäuden ID: 15462                       | 46° 18′ 53″ N, 11° 13′ 17″ O                             | 4. Apr. 1977 (BLR-LAB 2048)  | Ansitz | KG: Kurtatsch Bauparzelle: 61, 62, 65, 68, 69, 72, 75            |
| ja   | Datei hochladen | Friedhofskapelle und Friedhof ID: 15465                      | Botengasse 46° 18′ 54″ N, 11° 13′ 37″ O                  | 4. Apr. 1977 (BLR-LAB 2048)  | Kapelle | KG: Kurtatsch Bauparzelle: 97                                    |
| BW   | Datei hochladen | Gasthaus Rose ID: 50109                                      | 46° 18′ 46″ N, 11° 13′ 17″ O                             | 4. Apr. 1977 (BLR-LAB 2048)  | Gasthaus | KG: Kurtatsch Bauparzelle: 22, 23 Grundparzelle: 52              |
| BW   | Datei hochladen | Kauderle 13 ID: 18153                                        | Kauderle 13 46° 18′ 25″ N, 11° 12′ 8″ O Fraktion: Penon  | 20. Nov. 1995 (BLR-LAB 6028) | Städtisches Wohnhaus | KG: Kurtatsch Bauparzelle: 179                                   |
| ja   | Datei hochladen | Mariahilfkapelle in Oberfennberg ID: 15478                   | 46° 16′ 49″ N, 11° 10′ 32″ O Fraktion: Oberfennberg      | 4. Apr. 1977 (BLR-LAB 2048)  | Kapelle | KG: Kurtatsch Bauparzelle: 307                                   |
| ja   | Datei hochladen | Marienkapelle beim Sulzhof ID: 15470                         | 46° 17′ 43″ N, 11° 12′ 6″ O Fraktion: Penon              | 4. Apr. 1977 (BLR-LAB 2048)  | Kapelle | KG: Kurtatsch Bauparzelle: 157                                   |
| ja   | Datei hochladen | Marienkapelle in Entiklar ID: 15466                          | 46° 18′ 0″ N, 11° 12′ 45″ O Fraktion: Entiklar           | 4. Apr. 1977 (BLR-LAB 2048)  | Kapelle | KG: Kurtatsch Bauparzelle: 117                                   |
| ja   | Datei hochladen | Nußdorf ID: 15473                                            | 46° 18′ 39″ N, 11° 12′ 59″ O Fraktion: Rain              | 15. Okt. 1951 (MD)           | Ansitz | KG: Kurtatsch Bauparzelle: 216/1, 216/3, 216/5                   |
| ja   | Datei hochladen | Nußegg ID: 15471                                             | 46° 18′ 33″ N, 11° 12′ 45″ O Fraktion: Rain              | 4. Apr. 1977 (BLR-LAB 2048)  | Ansitz, im Kern spätgotischer Bau (Spitzbogentür). Im 16. Jahrhundert umgestaltet. | KG: Kurtatsch Bauparzelle: 201                                   |
| ja   | Datei hochladen | Obergasse 16-18 ID: 15461                                    | Obergasse 16-18 46° 18′ 55″ N, 11° 13′ 22″ O             | 4. Apr. 1977 (BLR-LAB 2048)  | Ländliches Wohnhaus/Bauernhof Finkenhof | KG: Kurtatsch Bauparzelle: 59                                    |
| ja   | Datei hochladen | Obergasse 25-27 ID: 15464                                    | Obergasse 25-27 46° 18′ 56″ N, 11° 13′ 22″ O             | 4. Apr. 1977 (BLR-LAB 2048)  | Ländliches Wohnhaus/Bauernhof | KG: Kurtatsch Bauparzelle: 87                                    |
| ja   | Datei hochladen | Obergasse 26-28 ID: 15460                                    | Obergasse 26-28 46° 18′ 56″ N, 11° 13′ 24″ O             | 4. Apr. 1977 (BLR-LAB 2048)  | Ländliches Wohnhaus/Bauernhof | KG: Kurtatsch Bauparzelle: 53/1, 53/4                            |
| ja   | Datei hochladen | Ortenburg ID: 15451                                          | 46° 18′ 42″ N, 11° 13′ 15″ O                             | 4. Apr. 1977 (BLR-LAB 2048)  | Ansitz | KG: Kurtatsch Bauparzelle: 4/1, 4/2, 6                           |
| ja   | Datei hochladen | Paumgart ID: 15472                                           | Rain 19-21 46° 18′ 34″ N, 11° 12′ 51″ O Fraktion: Rain   | 15. Okt. 1951 (MD)           | Ländliches Wohnhaus/Bauernhof | KG: Kurtatsch Bauparzelle: 205, 206, 207, 208, 210, 211, 214     |
| ja   | Datei hochladen | Pfarrkirche St. Georg in Graun ID: 15476                     | 46° 19′ 14″ N, 11° 13′ 5″ O Fraktion: Graun              | 4. Apr. 1977 (BLR-LAB 2048)  | Kirche | KG: Kurtatsch Bauparzelle: 268                                   |
| ja   | Datei hochladen | Pfarrkirche St. Nikolaus in Penon ID: 15469                  | 46° 18′ 13″ N, 11° 12′ 4″ O Fraktion: Penon              | 4. Apr. 1977 (BLR-LAB 2048)  | Kirche | KG: Kurtatsch Bauparzelle: 140                                   |
| ja   | Datei hochladen | Pfarrkirche St. Vigil mit Fahnenkasten ID: 15455             | 46° 18′ 45″ N, 11° 13′ 26″ O                             | 4. Apr. 1977 (BLR-LAB 2048)  | Kirche | KG: Kurtatsch Bauparzelle: 24, 25                                |
| ja   | Datei hochladen | Pfarrwidum mit Kapelle St. Simon und Juda in Graun ID: 15475 | 46° 19′ 21″ N, 11° 12′ 55″ O Fraktion: Graun             | 4. Apr. 1977 (BLR-LAB 2048)  | Widum/Kanonikerhaus | KG: Kurtatsch Bauparzelle: 262, 738                              |
| ja   | Datei hochladen | Schwarzer Adler ID: 50111                                    | Hauptmann-Schweiggl-Platz 1 46° 18′ 48″ N, 11° 13′ 25″ O | 4. Apr. 1977 (BLR-LAB 2048)  | Gasthaus | KG: Kurtatsch Bauparzelle: 31/2                                  |
| ja   | Datei hochladen | Staffelfeld ID: 15453                                        | 46° 18′ 45″ N, 11° 13′ 17″ O                             | 4. Apr. 1977 (BLR-LAB 2048)  | Ansitz | KG: Kurtatsch Bauparzelle: 21/1, 21/2, 21/3, 21/4                |
| ja   | Datei hochladen | Strehlburg mit Kapelle und Nebengebäuden ID: 15450           | 46° 18′ 40″ N, 11° 13′ 14″ O                             | 4. Apr. 1977 (BLR-LAB 2048)  | Ansitz | KG: Kurtatsch Bauparzelle: 1, 2                                  |
| ja   | Datei hochladen | Tiefenbrunner in Entiklar ID: 15467                          | 46° 18′ 3″ N, 11° 12′ 47″ O Fraktion: Entiklar           | 28. Dez. 1949 (MD)           | Ansitz, womöglich ehemaliger Sitz des Burghauptmanns von Entiklar; die zusammen mit dem Ansitz unter Schutz gestellten Überreste der Burg Entiklar befinden sich etwas oberhalb auf 46° 18′ 9,6″ N, 11° 12′ 41,7″ O. | KG: Kurtatsch Bauparzelle: 131, 131/1, 131/2 Grundparzelle: 1828 |
| ja   | Datei hochladen | Voldersberg in Penon ID: 15468                               | 46° 18′ 11″ N, 11° 12′ 18″ O Fraktion: Penon             | 4. Apr. 1977 (BLR-LAB 2048)  | Ansitz | KG: Kurtatsch Bauparzelle: 136/1, 136/2                          |

Falls bei einem Baudenkmal keine Koordinaten bekannt sind, werden ersatzweise die Katasterdaten zum Zeitpunkt der Unterschutzstellung angegeben. Diese sind weder offiziell noch zwingend aktuell.
Die vom Landesdenkmalamt übernommenen Adressen können veraltet sein.
| Foto:   | Fotografie des Denkmals. Klicken des Fotos erzeugt eine vergrößerte Ansicht. Daneben finden sich zwei Symbole: |
| ID      | Identifikator beim Südtiroler Landesdenkmalamt                                                                 |
| KG      | Katastralgemeinde                                                                                              |
| MD      | Ministerialdekret                                                                                              |
| BLR-LAB | Beschluss der Landesregierung – Landesausschussbeschluss                                                       |